# .kid
.kid er et generisk topdomæne, foreslået af EU, der skulle reserveres til sider designet til børn, parallelt med det amerikanske .kids.us.
| Generiske topdomæner | Spire Denne artikel om generiske topdomæner er en spire som bør udbygges. Du er velkommen til at hjælpe Wikipedia ved at udvide den. |